# Ogrezeni
Ogrezeni est une commune roumaine située dans le județ de Giurgiu.